# Тихое (озеро, Калининградская область)
Ти́хое (до конца Второй мировой войны — Мюллентайх, нем. Mühlenteich, также пруд Ти́хий) — пресное озеро в городе Светлогорске Калининградской области. Расположено в трёх километрах от устья реки Светлогорки. Появилось после постройки плотины на Мельничном ручье (ныне река Светлогорка) в XIII веке, именно около него селились первые отдыхающие Раушена. В начале XX века территория вокруг Тихого была облагорожена. В XXI веке является важным для города рекреационным объектом.

## История
Озеро Тихое появилось в XIII веке после постройки мельницы и плотины на Мельничном ручье (современная река Светлогорка). До конца Второй мировой войны озеро носило название «Мельничный пруд» (Мюллентайх, нем. Mühlenteich), на пруду стояла мельница, построенная при Тевтонском ордене и не существующая в XXI веке. В 1813 году первые отдыхающие в Раушене останавливались в рыбацких домах около пруда. Согласно плану Раушена 1885 года, все здания города (кроме двух вилл) были сгруппированы вдоль пруда и главной улицы города. После открытия железнодорожного сообщения с Кёнигсбергом Мюллентайх стал центром условного «нижнего мира» («верхний мир» был сосредоточен возле моря).
В начале XX века территория вокруг водоёма была облагорожена: на южном берегу появилась дорога к железнодорожной станции Раушен-Орт, вдоль пруда был проложен променад от насосной станции до ведшего к Малой Прудной улице моста через Мюллентайх. Мост и променад существуют в настоящее время в восстановленном виде. Сама насосная станция также появилась в начале века, в 1910 году, на месте мыльни и белильни; станция обеспечивала жителей Раушена водопроводной водой. На берегу пруда также располагалось одно из наиболее знаковых заведений города ― кондитерская «Фольхманнсхоэ» (с 1920 года ― гостиница «Раушенский двор»), построенная между 1894 и 1904 годами. Путеводители начала XX века показывают, что в это время пруд потерял свою привлекательность для туристов по сравнению с морем, на его берегу было открыто меньше гостиниц и пансионатов. В 1935 году была выровнена главная улица города, проходившая мимо Мельничного пруда. В XXI веке озеро является важным для Светлогорска рекреационным объектом.

## География
Озеро расположено в городе Светлогорск Калининградской области в трёх километрах от впадении реки Светлогорки в море. Принадлежит Балтийскому бассейновому округу. Код в Государственном водном реестре ― 01010000311199000000060. В районе озера выходят на поверхность неогеновые отложения, представленными песками и глинами с маломощными прослоями бурого угля. Площадь озера составляет 0,07 км². Через Тихое протекает река Светлогорка. Лежит на высоте 15 м над уровнем моря. К югу от озера, в лесу, находятся три артезианских колодца.

## Гидрология
По типу минерализации озеро Тихое является пресным. Согласно результатам исследования 2019―2021 годов, вода в озере слабощелочная и близкая к нейтральной: водородный показатель измеряется в промежутке 6,97―7,10, величина общей жёсткости не превышает 3,0 мг―экв/дм³, таким образом вода озера является мягкой. Основной источник питания водоёма ― поверхностные и дождевые воды. Кислородные условия за время условия в озере были благоприятными, однако кислородный фон является сниженным; максимум кислорода приходится на весну, осень и зиму, в летний период его содержание понижено. Содержание органических веществ по величине перманганатной окисляемости изменяется в широких пределах, биогенные вещества были обнаружены при каждом измерении. Концентрация аммонийного азота изменяется неоднозначно, скорее всего на это влияет дождевая канализация или другой точечный источник загрязнения. Концентрация нитритов находится на предельно допустимом уровне или превышает его. В осенне-зимний период в озере происходит накопление фосфатов, концентрация железа превышает норму, что связано с разгрузкой подземных вод с повышенным содержанием железа на севере Самбийского полуострова в Балтийское море.

## Экология
По большинству показателей вода в озере соответствует статусу «удовлетворительно чистая», по содержанию нитритов и органики ― статусу «загрязнённая». В. О. Алферов и Н. Н. Цветкова приходят к выводу, что Тихое является естественной ловушкой для органики и аммонийного азота (вследствие медленной скорости течения воды при урегулированном стоке и зарастания прибрежной части озера), снижающей вынос загрязнения в Балтийское море. На берегу озера произрастает 450-летняя липа, имеющая статус памятника Живой природы Всероссийского значения и находящаяся под охраной государственной программы «Деревья ― памятники живой природы».

### Комментарии
1. ↑  После Второй Мировой войны ― улица Карла Маркса[7].